# Au Lotus Pourpre
Au Lotus Pourpre est le cinquième album de bande dessinée de la série Les Innommables.

## Synopsis
Alors que l'Homme chien et le colonel Lychee déterrent les urnes du Toprquemada à Coloane, l'anglaise et Chieh arrivent sur l'île et sont interceptées par le père Zé. Les Innommables, eux, sont de retour à Hong Kong mais se retrouvent en prison à Victoria où ils rencontrent le chef de la mafia juive de Hong Kong. William Jardine est enfin enterré et Alix, enfermée dans les souterrains du Lotus Pourpre, fait de Porte en Sucre son alliée malgré elle.

## Personnages
- Ko Léong Tai : appelé aussi "L'Homme-Chien", c'est un pirate rival de Ching Saos à qui il doit son infirmité pour avoir passé 28 ans dans une cage de bambou. Il fait alliance avec le colonel Lychee pour mettre la mains sur les urnes du Torquemada.
- Le colonel Lychee : tueur redoutable. Il a fait alliance avec l'Homme-Chien.
- Zoltan Raimundo : dit "père Zé". C'est un jésuite qui travaille dans un léproserie à Coloane.
- L'Anglaise : archéologue anglaise. Elle échoue avec Chieh sur l'île de Coloane.
- Chieh : espionne communiste. Elle échoue avec l'anglaise sur Coloane.
- Mac : c'est le leader du trio des Innommables. C'est le patron du Lotus Pourpre. Il est éperdument tombé amoureux d'Alix, une espionne communiste. De retour à Hong Kong, il est arrêté et mis en prison avec ses deux amis.
- Tony : constamment sarcastique et négatif. C'est le barbu du trio. Il finit aussi en prison.
- Tim : homme de petite taille, naïf comme un enfant. Il est toujours équipé d'une batte de baseball dont il sait très bien se servir. C'est le petit du trio. En prison lui aussi.
- Le Rescapé du Torquemada : il est juif et semble avoir un penchant pour écorcher toute personne qui se met au travers de sa route. Il rejoint la triade juive de Hong Kong.
- Eça : jeune métisse sino-portugais. Il aide le rescapé du Torquemada.
- Sir Matheson : homme puissant de Hong Kong.
- Clavell : bras droit de Sir Matheson.
- Melvin Carat : ancien agent du FBI devenu détective privé. Il est devenu l'esclave et l'amant de Sir Robert.
- Sir Robert : compradore chinois des Jardine depuis 1906. Il s'avère avoir plus de pouvoirs que l'on croit.
- Othelo de Carvalho : dit Dr. Rodriguez. Originaire de Macao. Il informe Sir Matheson sur la disparition de sa fille.
- Liseron-en-Sucre : aussi appelée Tendre Mauve. Jeune esclave que le Dr. Rodriguez a acheté à sa famille pour la donner à Sir Jardine pour effacer sa dette. Il la présente comme sa filleule.
- Porte en Réglisse : prostituée du Lotus Pourpre assassinée par Alix.
- Porte en Sucre : petite nouvelle du Lotus Pourpre. Alix la terrorise pour qu'elle fasse tout ce qu'elle veut.
- Alix Yin Fu : ancienne espionne de la Chine communiste en mission à Hong Kong. Elle est enceinte de Mac. Elle erre dans les souterrains du Lotus Pourpre.
- Porte en Saindoux : matrone des filles du Lotus Pourpre. C'est aussi la mère adoptive de Roseau Fleuri. Elle est décidée à faire souffrir Alix.
- Shi-Kon : amant de Porte en Saindoux.
- Raoul : le cochon adoptif de Mac. Il va retrouver Alix au Lotus Pourpre.
- Basil Jardine : héritier de la fortune des Jardines. Il s'est échappé et est de retour à Hong Kong.
- Porte en Abalone : prostituée du Lotus Pourpre.
- Elvis Kadoorie : chef de la triade juive des Kadoorie à Hong Kong. Il dirige ses opérations depuis la prison de Victoria.
- Zibluz Singh : gardien de prison corrompu et aux ordres d'Elis Kadoorie. Il déteste l'Angleterre depuis qu'elle a perdu les Indes en 1947.
- Maître Saint-Opus : notaire des Jardine.
- Sî-Dah : philosophe aveugle. Sir Robert le charge de trouver le vrai testament de William Jardine.
- Robe-Grillée : naine samouraï. Elle accompagne Sî-Dah en permanence. Elle tombe amoureuse de Tim, seul être capable de résoudre ses énigmes.
- Sybil Jardine : sœur de Basil. Elle aussi s'est échappée des griffes de Ching Sao. Elle attend le bon moment pour refaire surface.
- Pumpkin : boyfriend de Sybil. Il est impuissant et niais.
- Général Ma : il accepte d'aider Sybil en échange de paiements en natures. Il adore le sorbet et est énorme.

## Autour de l'album
Cet album paraît la même année que le précédent, dans la foulée de la nouvelle série Dargaud. Ces trois albums étaient annoncés dès le début. On peut considérer que entre Aventure en jaune et Au Lotus Pourpre, neuf mois se sont écoulés car dans le premier Alix et Mac couchent ensemble et dans le dernier, elle accouche de sa fille. Pourtant, l'histoire ne semble pas de dérouler sur une période aussi longue.

## Éditions
- Au Lotus Pourpre, Dargaud, 1995 : Première édition. Couverture avec Alix en gros plan et Lychee en arrière-plan.
- Au Lotus Pourpre, Dargaud, 1995 : Première édition. Couverture avec quatre prostituées du Lotus Pourpre et deux dragons de profils phosphorescents.
- Au Lotus Pourpre, Dargaud, 2000 : Réédition avec numérotation. Cet album porte le numéro 4. La couverture est celle avec quatre prostituées du Lotus Pourpre et deux dragons de profils mais sur fond rose et les dragons sont en rouge.
- Le Cycle de Hong Kong, Dargaud, 2000 : l'épisode Au Lotus Pourpre est retravaillé. Certains flash-back sont supprimés. 240 planches.
- Au Lotus Pourpre, Dargaud, 2002 : réédition comme tome 4 avec nouvelle maquette et nouvelle couverture avec Mac installé dans un fauteuil en osier et entouré d'Alix et de prostituées du Lotus Pourpre.